# Integral direta
Em análise funcional e matemática, uma integral direta é considerada uma generalização do conceito de soma direta. A teoria é em um geral desenvolvida para integrais diretas de espaços de Hilbert e integrais diretas de álgebra de von Neumann. Em 1949, o conceito foi apresentado por John von Neumann em um dos artigos da série "On Rings of Operators" (Em Anéis de Operadores). Um dos objetivos de von Neumann neste artigo era reduzir a classificação das (hoje chamadas) álgebras de von Neumann em espaços de Hilbert separáveis à classificação dos, assim chamados, fatores. Fatores são análogos a álgebras de matriz completa sobre um campo, e von Neumann queria provar um análogo contínuo do teorema de Artin-Wedderburn classificando anéis semi-simples.
Em integrais diretas, os resultados podem ser vistos como generalizações de resultados sobre C*-álgebras de dimensão finita de matrizes. Os resultados, neste caso, são fáceis de provar diretamente. No caso de dimensão infinita, é mais complicado.
A teoria integral direta foi usada também por George Mackey. Ele a utilizou na análise de sistemas de imprimitividade e também em sua teoria generalizada de representações induzidas de grupos separáveis localmente compactos.

## Integrais diretas de espaços de Hilbert
Em uma integral direta, os exemplos mais simples são os L2 , que são espaços associados a uma medida (σ-finita) aditiva contável μ em um espaço mensurável X. De maneira mais generalizada, pode-se considerar um espaço separável de Hilbert H e o espaço de funções quadradas integráveis H-avaliadas.
{\displaystyle L_{\mu }^{2}(X,H).}
Nota terminológica: A terminologia adotada pela literatura sobre o assunto será apresentada a seguir. Segundo a literatura, um espaço mensurável X é referido como um espaço de Borel e os elementos da distinta σ-álgebra de X são referidos como conjuntos de Borel, independentemente se a σ-álgebra subjacente vem de um espaço topológico ou não (na maioria dos exemplos vem). Um espaço de Borel é caracterizado como padrão se e somente se ele for isomórfico a um espaço de Borel subjacente de um espaço polonês, ou seja, que haja um mapeamento bijetivo entre eles. Assim como os espaços de Borel, todos os espaços poloneses, de uma determinada cardinalidade, são isomórficos entre si. Dada uma medida aditiva contável μ em X, um conjunto mensurável é aquele que se difere de um conjunto de Borel por meio de um conjunto nulo. A medida μ em X é caracterizada como uma medida padrão se e somente se houver um conjunto nulo E, tal como seu complemento X-E seja um espaço de Borel padrão. Todas as medidas consideradas nesta situação são σ-finitas.  
Definição: Considere X um espaço de Borel equipado com uma medida aditiva contável μ. Uma família mensurável de espaços de Hilbert em (X, μ), é uma família {Hx} x ∈ X, a qual é localmente equivalente a uma família trivial no seguinte sentido: Há uma partição contável
{\displaystyle \{X_{n}\}_{1\leq n\leq \omega }}
por subconjuntos mensuráveis de X, de modo que
{\displaystyle H_{x}=\mathbf {H} _{n}\quad x\in X_{n}} h
onde H n é o espaço de Hilbert n-dimensional canônico, isto é
{\displaystyle \mathbf {H} _{n}=\left\{{\begin{matrix}\mathbb {C} ^{n}&{\mbox{ if }}n<\omega \\\ell ^{2}&{\mbox{ if }}n=\omega \end{matrix}}\right.}
Uma seção transversal de {H x} x ∈ X é uma família {s x}x∈X, tal que s x ∈ H x para todo x ∈ X. Uma seção transversal é caracterizada como mensurável se e somente se sua restrição a cada elemento de partição X n for mensurável. Identificaremos seções transversais mensuráveis s, t que são iguais em quase todos os lugares. Dada uma família mensurável de espaços de Hilbert, a integral direta:
{\displaystyle \int _{X}^{\oplus }H_{x}\,\mathrm {d} \mu (x)}
consiste em classes equivalentes (com respeito à igualdade em quase todos os lugares) de seções transversais quadradas integráveis mensuráveis de {H x} x∈X. Este é um espaço Hilbert sob o produto interno.
{\displaystyle \langle s|t\rangle =\int _{X}\langle s(x)|t(x)\rangle \,\mathrm {d} \mu (x)}
Considerando a natureza local da nossa definição, muitas definições aplicáveis a espaços únicos de Hilbert, se aplicam também as famílias mensuráveis deles.  Observação: Esta definição é, aparentemente, mais restritiva do que a dada por von Neumann e discutida no tratado clássico de Dixmier sobre as álgebras de von Neumann. Em geral, na definição, as fibras espaciais de Hilbert, H x, podem variar de acordo com o ponto sem ter um requisito de trivialidade local (considerando local em um sentido teórico de medida). Mostrar que, de fato, a definição mais generalizada pode ser reduzida à mais simples daqui, é um dos principais pontos da teoria de von Neumann.  Note que a integral direta de uma família mensurável de espaços de Hilbert depende unicamente da classe de medida da medida de μ. Mais precisamente:  Teorema: Suponha que μ e ν são medidas σ-finitas contáveis aditivas em X que possuem os mesmos conjuntos de medida 0. Então o mapeamento
{\displaystyle s\mapsto \left({\frac {\mathrm {d} \mu }{\mathrm {d} \nu }}\right)^{1/2}s}  é um operador unitário.

### Exemplo
Tecnicamente, os exemplos mais simplificados são quando X é considerado um conjunto contável e μ é caracterizada como uma medida discreta. Ao longo do artigo, consideraremos o seguinte exemplo de execução: em que X = N e μ é medida de contagem em N. Nessa situação, qualquer sequência {H k} de espaços de Hilbert separáveis podem ser consideradas como família mensurável. Além disso,
{\displaystyle \int _{X}^{\oplus }H_{x}\,\mathrm {d} \mu (x)\cong \bigoplus _{k\in \mathbb {N} }H_{k}}

## Operadores decomponíveis
No exemplo de execução, qualquer operador linear limitado T em
{\displaystyle H=\bigoplus _{k\in \mathbb {N} }H_{k}}
é dado por uma matriz infinita
{\displaystyle {\begin{bmatrix}T_{11}&T_{12}&\cdots &T_{1n}&\cdots \\T_{21}&T_{22}&\cdots &T_{2n}&\cdots \\\vdots &\vdots &\ddots &\vdots &\cdots \\T_{n1}&T_{n2}&\cdots &T_{nn}&\cdots \\\vdots &\vdots &\cdots &\vdots &\ddots \end{bmatrix}}.}
Considere que os operadores têm diagonal de bloco (todas as entradas fora da diagonal são zero). Chamamos esses operadores de decomponíveis. Tais operadores podem ser caracterizados como aqueles que comutam com matrizes diagonais:
{\displaystyle {\begin{bmatrix}\lambda _{1}&0&\cdots &0&\cdots \\0&\lambda _{2}&\cdots &0&\cdots \\\vdots &\vdots &\ddots &\vdots &\cdots \\0&0&\cdots &\lambda _{n}&\cdots \\\vdots &\vdots &\cdots &\vdots &\ddots \end{bmatrix}}.}
Agora nós procedemos para a definição geral: Uma família de operadores limitados {T x} x ∈ X com T x ∈ L (H x) é dita como sendo fortemente mensurável se e somente se sua restrição, a cada X n, for fortemente mensurável. Isso faz sentido pois H x é constante em X n.
Famílias mensuráveis de operadores com uma norma essencialmente limitada:
{\displaystyle \operatorname {ess-sup} _{x\in X}\|T_{x}\|<\infty }
define operadores lineares limitados
{\displaystyle \int _{X}^{\oplus }\ T_{x}d\mu (x)\in \operatorname {L} {\bigg (}\int _{X}^{\oplus }H_{x}\ d\mu (x){\bigg )}}
agindo de maneira pontual, isto é
{\displaystyle {\bigg [}\int _{X}^{\oplus }\ T_{x}d\mu (x){\bigg ]}{\bigg (}\int _{X}^{\oplus }\ s_{x}d\mu (x){\bigg )}=\int _{X}^{\oplus }\ T_{x}(s_{x})d\mu (x).}
Esses operadores são considerados decomponíveis.
Alguns exemplos de operadores decomponíveis são aqueles que são definidos por valores escalares, ou seja C-valued, de funções mensuráveis λ em X. De fato:
Teorema: O mapeamento:
{\displaystyle \phi :L_{\mu }^{\infty }(X)\rightarrow \operatorname {L} {\bigg (}\int _{X}^{\oplus }H_{x}\ d\mu (x){\bigg )}}
dado por:
{\displaystyle \lambda \mapsto \int _{X}^{\oplus }\ \lambda _{x}d\mu (x)}
é um isomorfismo algébrico involutivo em sua imagem.
Por isso, identificaremos L∞ μ (X) com a imagem de φ.
Teorema:  Operadores decomponíveis são, precisamente, aqueles presentes no operador comutante da álgebra abeliana L ∞ μ ( X ).

### Decomposição de álgebras de Abelian von Neumann
O teorema espectral possui muitas variantes. Uma versão particularmente poderosa é:
Teorema: Para qualquer álgebra A de Abeliana von Neumann em um espaço de Hilbert H separável, há um espaço de Borel padrão X e uma medida μ em X. Essa é unitariamente equivalente, como uma álgebra de operador a L∞ μ (X), atuando em uma integral direta de Espaços de Hilbert
{\displaystyle \int _{X}^{\oplus }H_{x}d\mu (x).\quad }
Para afirmar que A é unitariamente equivalente a L∞ μ (X) como uma álgebra de operador significa que há uma unidade
{\displaystyle U:H\rightarrow \int _{X}^{\oplus }H_{x}d\mu (x)}
tal que UAU* é a álgebra dos operadores diagonais L∞μ(X). Observe que isso afirma mais do que apenas a equivalência algébrica de A com a álgebra de operadores diagonais.
Esta versão, no entanto, não declara explicitamente como o espaço X padrão do Borel é obtido. Há um resultado exclusivo para a decomposição mostrada acima.
Teorema: Se a álgebra A de Abeliana von Neumann é unitariamente equivalente a L∞ μ (X) e L∞ ν (Y) agindo nos espaços inteiros diretos
{\displaystyle \int _{X}^{\oplus }H_{x}d\mu (x),\quad \int _{Y}^{\oplus }K_{y}d\nu (y)}
e μ e ν são medidas padrão, há um isomorfismo de Borel
{\displaystyle \varphi :X-E\rightarrow Y-F}
onde E, F são conjuntos nulos de modo que
{\displaystyle K_{\phi (x)}=H_{x}\quad {\mbox{almost everywhere}}}
φ é um isomorfismo da classe de medida, isto é, φ e seu inverso preservam conjuntos de medida iguais a 0.
Os dois teoremas, mostrados anteriormente, fornecem a classificação completa das álgebras de Abelian von Neumann em espaços de Hilbert H separáveis. Note que esta classificação realmente leva em consideração a realização da álgebra de von Neumann como uma álgebra de operadores. Se nós considerarmos apenas a álgebra de von Neumann subjacente, independente de sua realização como uma álgebra de von Neumann ou não, sua estrutura é determinada por diversos invariantes teóricos de medida bastante simples.

## Integrais diretas de álgebras de von Neumann
Considerando {H x} x ∈ X uma família mensurável de espaços de Hilbert. Uma família de álgebras de von Neumann {A x} x ∈ X com
{\displaystyle A_{x}\subseteq \operatorname {L} (H_{x})}
é caracterizada como mensurável se e somente se houver um conjunto contável D de famílias de operadores consideradas mensuráveis que geram pontualmente {Ax}x∈X como uma álgebra de von Neumann no seguinte sentido: Para quase todos os x∈X:
{\displaystyle \operatorname {W^{*}} (\{S_{x}:S\in D\})=A_{x}}
onde W*(S) denota a álgebra de von Neumann gerada pelo conjunto S. Se {A x} x ∈ X é uma família mensurável de álgebras de von Neumann, a integral direta das álgebras de von Neumann
{\displaystyle \int _{X}^{\oplus }A_{x}d\mu (x)}
consiste em todos os operadores do formulário
{\displaystyle \int _{X}^{\oplus }T_{x}d\mu (x)}
para T x ∈ A x.
Um dos principais teoremas de von Neumann e Murray, em sua série original de artigos, é uma prova do teorema da decomposição, o qual afirma que qualquer álgebra de von Neumann é uma integral direta de fatores. Declaramos isso precisamente abaixo.
Teorema: Se {A x}x ∈ X é uma família mensurável de álgebras de von Neumann e μ é padrão, então a família de comutantes de operador também é mensurável
{\displaystyle {\bigg [}\int _{X}^{\oplus }A_{x}d\mu (x){\bigg ]}'=\int _{X}^{\oplus }A'_{x}d\mu (x).}

## Decomposição central
Suponha que A seja uma álgebra de von Neumann. Suponha também que Z(A) seja o centro de A, o qual é o conjunto de operadores em A que comutam com todos os operadores denominados A, isto é:
{\displaystyle \mathbf {Z} (A)=A\cap A'}
Z (A) é uma álgebra Abeliana de von Neumann.
Exemplo: O centro de L(H) é unidimensional. Em geral, se A é uma álgebra de von Neumann, se o centro é unidimensional, dizemos que A é um fator.
Agora, suponha que A seja uma álgebra de von Neumann cujo centro contém uma sequência de projeções ortogonais mínimas pareadas não nulas {Ei}i∈N tais que:
{\displaystyle 1=\sum _{i\in \mathbb {N} }E_{i}}
Então A Ei é uma álgebra de von Neumann no intervalo Hi de Ei. É fácil ver que A Ei é um fator. Portanto, neste caso especial:
{\displaystyle A=\bigoplus _{i\in \mathbb {N} }AE_{i}}
https://wikimedia.org/api/rest_v1/media/math/render/svg/47bdca1b77f86a9258cc91d9877ab434662fb917
representando A como uma soma direta de fatores. Este é considerado um caso especial do teorema da decomposição central feito por von Neumann.
Em um geral, nós podemos aplicar o teorema de estrutura das álgebras de Abelian von Neumann que representa Z (A) como uma álgebra de operadores escalares diagonais. Em qualquer representação, todos os operadores em A são considerados decomponíveis. Na realidade, nós podemos usar isso para provar o resultado básico de von Neumann, o qual afirma que qualquer álgebra de von Neumann admite uma decomposição fatorial.
Teorema: Suponha
{\displaystyle H=\int _{X}^{\oplus }H_{x}d\mu (x)}
é uma decomposição integral direta de H e A é uma álgebra de Von Neumann em H de forma que Z (A) é representado pela álgebra de operadores escalares diagonais L∞μ(X) onde X é um espaço de Borel padrão. Então:
{\displaystyle \mathbf {A} =\int _{X}^{\oplus }A_{x}d\mu (x)}
onde para quase todo x∈X, Ax é uma álgebra de Von Neumann que é um fator .

## Famílias mensuráveis de representações
Se A é considerada uma álgebra-C* separável, podemos considerar famílias mensuráveis de representações-* não degeneradas de A. Lembre-se de que, no caso de A ter uma unidade, a não degenerescência equivale à preservação da unidade. Pela correspondência geral que existe entre representações unitárias fortemente contínuas de um grupo G localmente compacto e representações-* não degeneradas dos grupos C*-álgebra C*(G), a teoria para C*-álgebras fornece imediatamente uma teoria de decomposição para representações de grupos compactos localmente separáveis.
Teorema: Seja A uma C*-álgebra separável e π uma representação involutiva não degenerada de A em um espaço de Hilbert separável H. Seja W*(π) a álgebra de von Neumann gerada pelos operadores π(a) para a ∈ A. Então, correspondendo a qualquer decomposição central de W*(π) sobre um espaço de medida padrão (X,μ) (que, como afirmado, é único em um sentido teórico de medida), há uma família mensurável de representações de fator
{\displaystyle \{\pi _{x}\}_{x\in X}}
de A tal que
{\displaystyle \pi (a)=\int _{X}^{\oplus }\pi _{x}(a)d\mu (x),\quad \forall a\in A.}
Além disso, há um subconjunto N de X com μ medida zero, tal que πx, πy são disjuntos sempre que x, y ∈ X - N, onde as representações são ditas disjuntas se e somente se não houver operadores entrelaçados entre elas.
Pode-se mostrar que a integral direta pode ser indexada no chamado quase espectro Q de A, que consiste em classes de quase equivalência de representações de fator de A. Assim, há uma medida padrão μ em Q e uma família mensurável de representações de fator indexado em Q tal que πx pertence à classe de x. Essa decomposição é essencialmente única. Esse resultado é fundamental na teoria das representações de grupo.